# Quintino
Quinten van den Berg (Den Helder, 21 september 1985), bekend onder zijn artiestennaam Quintino, is een Nederlandse dj-producer. Quintino heeft samengewerkt met onder andere Tiësto, Dimitri Vegas & Like Mike, Steve Aoki, Afrojack en Hardwell. In 2018 en 2019 stond Quintino op plek 25 in de DJ Magazine lijst voor de top 100 beste dj's ter wereld.

## Carrière
Op zijn 18e werd Quintino ontdekt door de Nederlandse dj Laidback Luke, die besloot de opkomende artiest te begeleiden. Met zijn remix van het nummer Rap das armas behaalde hij in 2009 succes waaronder een nummer een positie in de Nederlandse Top 40. In 2011 bracht Quintino samen met Sandro Silva het nummer Epic uit die platinum werd en waarmee hij in Nederland wederom een nummer 1-hit scoorde.
In 2019 bracht hij zijn eerste album, getiteld Bright nights, uit.

## DJ Magtop 100
| Jaar    | 2014 | 2015 | 2016 | 2017 | 2018 | 2019 | 2020 |
| ------- | ---- | ---- | ---- | ---- | ---- | ---- | ---- |
| Positie | 86   | 80   | 32   | 30   | 25   | 25   | 33   |

## Discografie

### Albums
- Bright nights (2019)

### Singles
| Single met eventuele hitnotering(en) in de Nederlandse Top 40 | Datum van verschijnen | Datum van binnenkomst | Hoogste positie | Aantal weken | Opmerkingen                                                                                       |
| ------------------------------------------------------------- | --------------------- | --------------------- | --------------- | ------------ | ------------------------------------------------------------------------------------------------- |
| Rap das armas (Quintino remix)                                | 2008                  | 17-01-2009            | 1(2wk)          | 13           | met Cidinho & Doca / Nr. 1 in de Single Top 100                                                   |
| Heaven                                                        | 2009                  | 27-06-2009            | 23              | 6            | met Mitch Crown / Nr. 27 in de Single Top 100                                                     |
| You can't deny                                                | 2010                  | 03-04-2010            | 26              | 5            | met Mitch Crown / Nr. 59 in de Single Top 100                                                     |
| Selecta                                                       | 2011                  | 16-07-2011            | 37              | 3            | met Afrojack / Nr. 74 in de Single Top 100                                                        |
| Epic                                                          | 03-10-2011            | 24-12-2011            | 1(1wk)          | 24           | met Sandro Silva / Nr. 1 in de Single Top 100 / Platina                                           |
| We gonna rock                                                 | 2012                  | -                     |                 |              | Nr. 90 in de Single Top 100                                                                       |
| Circuits                                                      | 2012                  | 14-07-2012            | tip11           | -            | met MOTi / Nr. 69 in de Single Top 100                                                            |
| Dynamite                                                      | 2013                  | 05-10-2013            | tip16           | -            | met MOTi & Taylr Renee                                                                            |
| Escape (into the sunset)                                      | 2015                  | 02-05-2015            | tip2            | -            | met Una                                                                                           |
| Freak                                                         | 2016                  | 30-04-2016            | tip3            | -            | met R3hab / Nr. 91 in de Single Top 100                                                           |
| Slow down                                                     | 2018                  | 10-02-2018            | 18              | 9            | met Dimitri Vegas & Like Mike, Boef, Ronnie Flex, Ali B & I Am Aisha / Nr. 2 in de Single Top 100 |

| Single met hitnotering(en) in de Vlaamse Ultratop 50 | Datum van verschijnen | Datum van binnenkomst | Hoogste positie | Aantal weken | Opmerkingen        |
| ---------------------------------------------------- | --------------------- | --------------------- | --------------- | ------------ | ------------------ |
| Rap das armas (Quintino remix)                       | 2008                  | 07-03-2009            | 30              | 9            | met Cidinho & Doca |
| Epic                                                 | 2011                  | 29-10-2011            | 16              | 14           | met Sandro Silva   |
| Escape (into the sunset)                             | 2015                  | 25-04-2015            | tip84           | -            | met Una            |
| Get Down                                             | 2018                  | 28-05-2018            | X Curbi         | -            | met Curbi          |